# Andrew Boylan
Andrew Boylan (* 1. Januar 1939; † 6. Dezember 2024 in Cavan) war ein irischer Politiker (Fine Gael).
Boylan wurde erstmals 1987 im Wahlkreis Cavan-Monaghan für die Fine Gael in den Dáil Éireann gewählt. In den Jahren 1989, 1992 und 1997 erfolgte jeweils seine Wiederwahl, so dass er dem Unterhaus bis 2002 angehörte.
Des Weiteren gehörte er seit 1974 dem Cavan County Council an und war seit 1999 Mitglied der Border, Midland and Western Regional Assembly sowie der Border Regional Authority.